# レナード・ジョンソン
レナード・ジョンソン（Leonard Johnson 1990年3月30日- ）はフロリダ州クリアウォーター出身の元アメリカンフットボール選手。現役時代のポジションはコーナーバック。

## 経歴

### プロ入りまで
アイオワ州立大学に入学、1年次の2008年、UNLV戦ではTDパスを決めたオマー・クレイトンへのレイトヒットで試合開始早々退場処分を受けた。オクラホマ州立大学戦では9回のキックオフリターンでNCAA記録となる319ヤードをリターンした。この年フレッシュマンオールアメリカンにキックリターナーとして選ばれた。2009年、全13試合に先発出場し、64タックル、2インターセプト、3ファンブルフォースをあげた。2010年、全12試合に先発出場し、64タックル、1インターセプトでビッグ12カンファレンスのセカンドチームに選ばれた。2011年11月のオクラホマ州立大学戦では、ジャスティン・ブラックモンをマークして好守備を見せた。
大学4年間で先発43試合を含む50試合に出場、247タックル、6インターセプトをあげた。
NFLスカウティングコンバインでは40ヤード走で4秒71と同ポジションの中では最低のタイムだったが、プロデイで4秒5台中盤の記録を出した。

### タンパベイ・バッカニアーズ
その年のドラフト候補生の中でもトップクラスの評価がありながら、2012年のNFLドラフトでは指名されず、ドラフト外フリーエージェントでタンパベイ・バッカニアーズと契約を結んだ。11月12日のサンディエゴ・チャージャーズ戦では83ヤードのインターセプトリターンTDをあげた。この週の最優秀新人候補5人の1人に選ばれた。11月26日のアトランタ・ファルコンズ戦でエリック・ライトの代わりに右コーナーバックとして初先発し、7タックルをあげたがフリオ・ジョーンズに80ヤードのTDレシーブを許した。12月23日のセントルイス・ラムズ戦ではダニー・アメンドーラにハードヒットし、ファンブルさせ、自らボールをリカバーしたが、リターン中にバリー・リチャードソンのタックルでファンブル、ボールを失った。ドラフト外入団ながら、出場時間の多かった彼は、22万7000ドルを手にした。この年41タックル、1ファンブルフォース、3インターセプトの成績を残した。
2013年は62タックル、1ファンブルフォース、1インターセプトの成績を残した。
2014年、チームにはラビー・スミスヘッドコーチ、レスリー・フレージャー守備コーディネーターが就任し、新たなタンパ2システムのもとでプレーすることとなった。この年45タックル、3ファンブルフォース、1インターセプトの成績を残した。
2015年3月10日、バッカニアーズと再契約を結んだ。プレシーズンゲームで足を骨折した彼は9月2日、故障者リスト入りした。12月3日、バッカニアーズから解雇された。

### バッカニアーズ退団以降
2015年12月9日、ニューイングランド・ペイトリオッツと契約を結んだ。翌週のヒューストン・テキサンズ戦では2パスディフェンスを記録した。2016年2月17日、ペイトリオッツから解雇された。
2016年7月14日、カロライナ・パンサーズと契約を結んだ。同年3月、アキレス腱を痛めていた彼は復帰可能な故障者リスト入りし、10月28日、アクティブロースターに入った。
2017年3月17日、バッファロー・ビルズと契約した。この年、先発7試合を含む15試合に出場、52タックル、7パスディフェンスの記録を残した。
2018年8月3日、ニューヨーク・ジャイアンツと契約を結んだが、9月1日に解雇された。11月14日、アリゾナ・カージナルスと契約を結んだ。6試合に出場した後、12月28日に解雇された。
2020年シーズンよりバッファロー・ビルズのコーチングアシスタントに着任した。